# Бенгтссон, Пер
Пер Бенгтссон (швед. Pär Bengtsson; 21 июля 1922, Хальмстад — 23 октября 2007, Хальмстад) — шведский футболист, нападающий.

## Карьера
Пер Бенгтссон начал карьеру в 1942 году в клубе «Хальмстад». Он выступал за клуб 4 сезона, проведя 66 матчей и забив 18 голов. После того, как клуб вылетел во второй дивизион, он перешёл в «Эльфсборг». Там Пер создал ударную пару нападения вместе с Оке Яльмарссоном. Эти два игрока в 1949 году перешли в итальянский клуб «Торино», который восстанавливался после потери состава команды в авиакатастрофе, произошедшей в том же году. За год до этого Бенгтссон попал в состав сборной Швеции, поехавшей на Олимпиаду, на которой его команды выиграла золотую медаль. Сам футболист на поле не выходил. 2 октября он дебютировал в составе команды в матче с «Луккезе», в котором его команда выиграла 3:1. 23 октября он забил свой первый мяч за клуб, поразив ворота «Милана». Проведя 29 матчей и забив 10 голов, Бенгтссон покинул команду. Он уехал во Францию, в клуб «Ницца». В этом клубе шведский форвард выиграл два чемпионата Франции и один Кубок страны. Затем Пер играл за «Тулузу», выступавшей во втором дивизионе. Последним клубом Бенгтссон стал «Ренн», игравший в Дивизионе 2. В первом сезоне швед стал вторым снайпером команды, забив 23 гола. В следующем сезоне в клуб перешёл Жан Грюмеллон, который выстеснил Пера из состава. Из-за этого нападающий покинул клуб и Францию, завершив игровую карьеру.

## Статистика выступлений
| Сезон     | Клуб      | Лига        | Чемпионат | Чемпионат | Кубок | Кубок | Междун. | Междун. |
| Сезон     | Клуб      | Лига        | Игры      | Голы      | Игры  | Голы  | Игры    | Голы    |
| --------- | --------- | ----------- | --------- | --------- | ----- | ----- | ------- | ------- |
| 1942/1943 | Хальмстад | Аллсвенскан | 13        | 1         | 2     | 0     | —       | —       |
| 1943/1944 | Хальмстад | Аллсвенскан | 15        | 4         | 1     | 0     | —       | —       |
| 1944/1945 | Хальмстад | Аллсвенскан | 21        | 8         | 2     | 2     | —       | —       |
| 1945/1946 | Хальмстад | Аллсвенскан | 17        | 5         | 0     | 0     | —       | —       |
| 1946/1947 | Эльфсборг | Аллсвенскан | 16        | 13        | 2     | 1     | —       | —       |
| 1947/1948 | Эльфсборг | Аллсвенскан | 22        | 13        | 0     | 0     | —       | —       |
| 1948/1949 | Эльфсборг | Аллсвенскан | 13        | 6         | 3     | 1     | —       | —       |
| 1949/1950 | Эльфсборг | Аллсвенскан | 8         | 5         | 0     | 0     | —       | —       |
| 1949/1950 | Торино    | Серия А     | 29        | 10        | 0     | 0     | —       | —       |
| 1950/1951 | Ницца     | Дивизион 1  | 27        | 15        | 4     | 4     | ?       | ?       |
| 1951/1952 | Ницца     | Дивизион 1  | 26        | 12        | 5     | 3     | ?       | ?       |
| 1952/1953 | Тулуза    | Дивизион 2  | 18        | 10        | 4     | 3     | —       | —       |
| 1953/1954 | Ренн      | Дивизион 2  | 35        | 21        | 3     | 3     | —       | —       |
| 1954/1955 | Ренн      | Дивизион 2  | 19        | 8         | 6     | 1     | —       | —       |

## Достижения
- Чемпион Франции (2): 1950/51, 1951/52
- Обладатель Кубка Франции: 1951/52